# 奈可吡旦
奈可吡旦（英语：Necopidem）是咪唑并吡啶家族中的一种药物，与更广为人知的药物唑吡坦和阿吡坦有关。因此，它被认为是一种非苯二氮䓬类药物，鉴于其与其他非苯二氮䓬类催眠药的结构相似，因此可能具有镇静和抗焦虑作用。